# جایزه یادبود جیمز تیت بلاک
بنای جایزه ادبی جایزه یادبود جیمز تیت بلاک (انگلیسی: James Tait Black Memorial Prize) که از باارزش‌ترین جوایز بریتانیای کبیر هست به وسیله جنت کوتز بلاک به یاد شوهرش که یکی از شرکای مؤسسه انتشارات A. & C. Black لندن بود گذاشته شد. خانم بلاک مبلغ ۱۱۰۰۰ لیره به دو جایزه اختصاص داد تا درآمد این مبلغ پس از کسر مخارج به عنوان جایزه اعطا شود.
اکنون هر یک از این جوایز در سال تقریباً به ۱۸۰ لیره می‌رسد که توسط متولیان صندوق جایزه در دانشگاه ادینبورو اولد کالج داده می‌شود.
یکی از این جوایز به مؤلف بهترین بیوگرافی در زبان انگلیسی تعلق می‌گیرد که در انگلستان در طی سال منتشر شده باشد. جایزه دیگر به نویسنده بهترین داستان بلند Novel داده می‌شود که به همان ترتیب انتشار یافته باشد.
برنده در بهار هر سال از میان کتاب‌های سال پیش به وسیله استاد ادبیات انگلیسی دانشگاه ادینبورو و در صورت غیبت یا عدم آمادگی وی به وسیله استاد ادبیات انگلیسی دانشگاه گلاسگو انتخاب می‌شود.
در زیر عده ای از برندگان جوایز را نام می‌بریم:

## زندگی‌نامه
- ۱۹۲۰- فستینگ جونز برای «ساموئل باتلر»
- ۱۹۲۲- لیتون استراچی برای «ملکه ویکتوریا»
- ۱۹۲۳- رونالد راس
- ۱۹۲۸- جان باکن
- ۱۹۳۲- جی. وای. تی. گریگ برای «دیوید هیوم»
- ۱۹۳۵- جی.ای. نیل برای «ملکه الیزابت»
- - پیتر آکروید
- - ریچارد آلدینگتون
- - رونالد راس
- - گیتا سرنی
- - دوریس لسینگ
- ۱۹۳۹- سر ادموند چمبرز برای «ساموئل تیلور کولریج»
- ۱۹۴۲- جان گر برای «شاه جرج پنجم»
- ۱۹۵۱- سیسیل وودهام-اسمیت برای «فلورانس نایتینگل»
- ۱۹۵۷- سنت جان اروین برای «جرج برنارد شا»
- ۱۹۵۸- موریس کرانستون برای «جان لاک»

## داستان
- ۱۹۲۱- دی. اچ. لارنس برای «دختر گمشده»
- ۱۹۲۲- والتر دولامر برای «خاطرات یک کوتوله»
- ۱۹۲۵- ادوارد مورگان فورستر برای «گذری به هند»
- ۱۹۲۶- لیام اوفلاهرتی برای «خبرکش»
- ۱۹۲۶- رادکلیف هال
- ۱۹۲۹- زیگفرید ساسون برای «خاطرات یک صیاد روباه»
- ۱۹۳۰- جی. بی. پریستلی برای «یاران نیک»
- ۱۹۳۴- رابرت گریوز
- ۱۹۴۰- آلدوس هاکسلی برای «پس از تابستان های بسیار قو می میرد»
- ۱۹۴۹- گراهام گرین برای «لب مطلب»
- ۱۹۵۳- اولین وو برای «مردان تحت‌السلاح»
- ۱۹۵۸- آنگوس ویلسون
- ۱۹۶۵- موریل اسپارک
- ۱۹۷۱- نادین گوردیمر
- ۱۹۷۲- جان برجر
- ۱۹۷۳- آیریس مرداک
- ۱۹۷۶- جان بنویل
- ۱۹۷۷- ژان لو کره
- ۱۹۷۹- ویلیام گلدینگ
- ۱۹۸۰- جان ماکسول کوتسی برای «در انتظار بربرها»
- ۱۹۸۱- سلمان رشدی برای «بچه‌های نیمه‌شب»
- ۱۹۸۴- جی. جی. بالارد
- ۱۹۸۹- جیمز کلمن
- ۱۹۹۲- رز ترمین
- ۱۹۹۴- الن هالینگهرست
- ۲۰۰۰- زادی اسمیت
- ۲۰۰۲- جاناتان فرانزن
- ۲۰۰۵- ایان مک‌یوون
- ۲۰۰۶- کورمک مک‌کارتی برای «جاده (رمان)»
- ۲۰۱۳- جیم کریس
- ۲۰۱۶- ایمیر مک‌براید